# ألتين غربوفيتش
ألتين غربوفيتش (بالألبانية: Altin Grbović‏) هو لاعب كرة قدم ألباني في مركز الهجوم، ولد في 13 مارس 1986 في نوفي بازار في صربيا. شارك مع منتخب صربيا تحت 19 سنة لكرة القدم. أما مع النوادي، فقد لعب مع نادي سكندربيو كورتشه ونادي صباح.

## وصلات خارجية
- ألتين غربوفيتش على موقع قاعدة بيانات كرة القدم.إي يو (الإنجليزية)
- ألتين غربوفيتش على موقع Soccerway.com (الإنجليزية)